# مارك ريدمان
مارك ريدمان (بالإنجليزية: Mark Redman)‏ هو لاعب كرة قاعدة أمريكي، ولد في 5 يناير 1974 في سان دييغو في الولايات المتحدة.

## وصلات خارجية
- مارك ريدمان على موقع دوري كرة القاعدة الرئيسي (الإنجليزية)
- مارك ريدمان على موقعبيزبول رفرنس.كوم (الدوري الرئيسي) (الإنجليزية)
- مارك ريدمان على موقع إي إس بي إن.كوم (أم.أل.بي) (الإنجليزية)
- مارك ريدمان على موقع مشجعي الرسوم البيانية (الإنجليزية)